# 毛颖草
毛颖草（学名：Alloteropsis semialata）为禾本科毛颖草属下的一个种。